# Vyšný Hrabovec, Stropkov
Vyšný Hrabovec este o comună slovacă, aflată în districtul Stropkov din regiunea Prešov. Localitatea se află la altitudinea de 180 m deasupra n.m., se întinde pe o suprafață de 6,71 km2 și în 2017 număra 186 de locuitori.

## Istoric
Localitatea Vyšný Hrabovec este atestată documentar din 1408.

## Demografie
| An:                | 1994 | 2004   | 2014 | 2024   |
| ------------------ | ---- | ------ | ---- | ------ |
| Număr de persoane: | 198  | 200    | 180  | 188    |
| Diferență:         |      | +1,01% | −10% | +4,44% |

| An:                | 2023 | 2024   |
| ------------------ | ---- | ------ |
| Număr de persoane: | 192  | 188    |
| Diferență:         |      | −2,08% |